# فاب موروان
فاب موروان (انگلیسی: Fab Morvan؛ زادهٔ ۱۴ مهٔ ۱۹۶۶) خواننده، رقصنده، ترانه‌پرداز و بازیگر سینما اهل فرانسه است.